# San Luis (Tolima)
San Luis è un comune della Colombia facente parte del dipartimento di Tolima. 
L'abitato venne fondato da Francisco Villanueva, Pedro Velásquez e Nicolás de Herrera nel 1780.